# Cybill
Cybill è una sitcom televisiva statunitense creata da Chuck Lorre, andata in onda per quattro stagioni sulla CBS dal 2 gennaio 1995 al 13 luglio 1998, mentre in Italia non è ancora andata in onda. La serie ha per protagonista Cybill Shepherd.

## Trama
Un'attrice di mezza età in difficoltà tenta di rifarsi una carriera, il tutto circondata dalla sua migliore amica Maryann, una bevitrice, dai suoi due ex mariti e dalle sue due figlie.

## Episodi
| Stagione         | Episodi | Prima TV USA | Prima TV Italia |
| ---------------- | ------- | ------------ | --------------- |
| Prima stagione   | 13      | 1995         | inedita         |
| Seconda stagione | 24      | 1995 - 1996  | inedita         |
| Terza stagione   | 26      | 1996 - 1997  | inedita         |
| Quarta stagione  | 24      | 1997 - 1998  | inedita         |

## Riconoscimenti
Premio Emmy - 1995
- Candidatura per miglior attrice protagonista in una serie comica a Cybill Shepherd
- Miglior attrice non protagonista in una serie comica a Christine Baranski
- Eccezionale risultato individuale nella direzione artistica di una serie a Garvin Eddy, Rochelle Moser
- Candidatura per eccezionale risultato individuale nel design dei costumi per una serie a Roberto Turturice

Premio Emmy - 1996
- Candidatura per miglior attrice protagonista in una serie comica a Cybill Shepherd
- Candidatura per miglior attrice non protagonista in una serie comica a Christine Baranski
- Candidatura per eccezionale risultato individuale nella direzione artistica di una serie a Garvin Eddy, Rochelle Moser
- Costumi eccezionali per una serie a Marion Kirk, Daniel Grant North e Leslie Simmons Potts
- Candidatura per eccezionale missaggio audio per una serie comica o uno speciale a Jerry Clemans, Edward L. Moskowitz e Craig Porter

American Comedy Awards - 1996
- La più divertente interprete non protagonista in una serie TV a Christine Baranski

Golden Globe - 1996
- Miglior serie televisiva : musical o commedia
- Miglior attrice - Serie televisiva musicale o comica a Cybill Shepherd
- Candidatura per miglior attrice non protagonista - serie, miniserie o film per la televisione a Christine Baranski

Screen Actors Guild Award - 1996
- Performance eccezionale di un'attrice in una serie comica a Christine Baranski
- Candidatura per performance eccezionale di un cast in una serie comica a Christine Baranski, Dedee Pfeiffer, Alan Rosenberg, Cybill Shepherd, Alicia Witt e Tom Wopat

Screen Actors Guild Award - 1997
Candidatura per performance eccezionale di un'attrice in una serie comica a Christine Baranski
Satellite Award - 1997
- Candidatura per miglior serie televisiva: musical o commedia
- Candidatura per migliore attrice - serie televisiva musicale o comica a Cybill Shepherd

Golden Globe - 1997
- Candidatura per miglior attrice - serie televisiva musicale o comica a Cybill Shepherd
- Candidatura per miglior attrice non protagonista - serie, miniserie o film per la televisione a Christine Baranski

Premio Emmy - 1997
- Candidatura per miglior attrice protagonista in una serie comica a Cybill Shepherd
- Candidatura per miglior attrice non protagonista in una serie comica a Christine Baranski

Premio Emmy - 1998
- Candidatura per miglior attrice non protagonista in una serie comica a Christine Baranski